# Алберт фон Турн и Таксис (1867–1952)
Алберт (Албрехт) Мария Йозеф Максимилиан Ламорал фон Турн и Таксис (на немски: Albert (Albrecht) Maria Joseph Maximilian Lamoral 8.Fürst von Thurn und Taxis; * 8 май 1867, Регенсбург; † 22 януари 1952, Регенсбург) е от 26 юни 1867 г. до смъртта си 8. княз на Турн и Таксис и от 1899 г. херцог на Вьорт и Донаущауф.

## Биография
Той е вторият син на наследствения принц Максимилиан Антон фон Турн и Таксис (1831 – 1867) и съпругата му херцогиня Хелена Баварска, наричана Нене (1834 – 1890), сестра на императрица Елизабет (Сиси) от Австрия (1837 – 1898), дъщеря на херцог Максимилиан Йозеф (1808 – 1888) и принцеса Лудовика Баварска (1808 – 1892), дъщеря на крал Максимилиан I Йозеф Баварски (1756 – 1825). Внук е на княз Максимилиан Карл фон Турн и Таксис (1802 – 1870).
Баща му умира няколко седмици след раждането на Алберт. Майка му Хелена Баварска поема опекунството над децата си.
Алберт посещава лекции по право, национална икономика и история на изкуството във Вюрцбург, Фрайбург и Лайпциг. На 18 години става княз на Турн и Таксис на 2 юни 1885 г., след ранната смърт на по-големия му брат Максимилиан Мария (1862 – 1885), под опекунството на майка му до пълнолетието му на 8 май 1888 г.
Княз Алберт свири на пиано и оргел и пее като баритон в частни кръгове. Строи в град Регенсбург и е мецен на изкуството. Той дарява 14 м висок олтар за градската църква Св. Йозеф в Райнхаузен (в Регенсбург), когато се строи от 1906 до 1912 г.
През 1913 г. за 100-годишния рожден ден на Рихард Вагнер той поема разходите за бюста на композитора във Валхала. На 15 юли 1950 г. княз Алберт и съпругата му Маргарета празнуват тяхната диамантена сватба.
Алберт фон Турн и Таксис умира на 22 януари 1952 г. на 84 години в дворец Св. Емерам в Регенсбург. Съпругата му Маргарета умира след три години на 2 май 1955 г. Двамата са погребани в княжеската гробница на двореца. Днес две улици в Регенсбург носят името на двойката.

## Фамилия
Алберт фон Турн и Таксис се жени на 15 юли 1890 г. в Будапеща за ерцхерцогиня Маргарета Клементина Австрийска * (* 6 юли 1870, Алцзут; † 2 май 1955, Регенсбург), дъщеря на ерцхерцог Йозеф Карл Лудвиг Австрийски (1833 – 1905) и принцеса Клотилда от Саксония-Кобург и Гота (1846 – 1927). Майка ѝ Клотилда е внучка на френския крал Луи-Филип и по-голяма сестра на българския цар Фердинанд I. Те имат осем деца:
- Франц Йозеф (1893 – 1971) ∞ Елизабет фон Браганса
- Йозеф Алберт (1895 – 1895)
- Карл Август (1898 – 1982) ∞ Мария Анна фон Браганса
- Лудвиг Филип (1901 – 1933) ∞ Елизабет фон Люксембург (1901 – 1950)
- Макс Емануел, с по-късно име Патер Емерам OSB (1902 – 1994)
- Елизабет Хелена (1903 – 1976) ∞ Фридрих Кристиан Саксонски
- Рафаел Райнер (1906 – 1993) ∞ Маргарета фон Турн и Таксис
- Филип Ернст (1908 – 1964) ∞ Еулалия фон Турн и Таксис.